# ژاک-آندره اوشار
ژاک-آندره اوشار (فرانسوی: Jacques-André Hochart‎; ۲۹ ژوئیهٔ ۱۹۴۸ – ۳۰ مهٔ ۲۰۱۴) دوچرخه‌سوار اهل فرانسه بود.